# Филипишина, Елена Павловна
Елена Павловна Филипишина (род. 18 июня 1962) — советская легкоатлетка, специализировалась в беге на 400 м с/б, выступала за СК "Юность" города Свердловска, двукратная чемпионка СССР (1982 и 1984). Мастер спорта СССР.

## Биография
Елена Павловна начала заниматься лёгкой атлетикой в ДЮСШ №4 с 1976 года. Уже в 1980-м году под руководством тренера Табабилова Р. Б. она стала победителем первенства СССР среди девушек в беге на 400 метров с барьерами и ей было присвоено звание «Мастер спорта СССР».
В 1982 году на чемпионате СССР по лёгкой атлетике она стала чемпионкой в беге на 400 метров с барьерами с результатом 55,00. В этом же году она приняла участие на чемпионате Европы в Греции, где заняла итоговое пятое место с результатом 55,09 секунды. 
В 1984 году она повторила свой успех, став двукратной чемпионкой страны. Финальный забег дистанции пробежала за 55,02 секунды.
В 1987 году она завоевала серебряную медаль на чемпионате СССР, с результатом 55,71 секунды.  

## Достижения
- Чемпионка СССР 1982 и 1984 годов;
- Серебряный призёр чемпионата СССР 1987 года.

## Личные рекорды
- 400 с/б — 54,56 (20 июля 1984 года, Москва)